# Dalad Kambhu
Dalad Kambhu (* 1986 in Austin, Texas) ist eine US-amerikanisch-thailändische Köchin.

## Leben
Dalad Kambhu kam im texanischen Austin auf die Welt, wuchs aber in Bangkok auf. Für ihr Studium kehrte sie im Alter von 20 Jahren in die Vereinigten Staaten zurück und studierte in New York City Handel, Marketing und Mode. In der Zeit begann sie hobbymäßig mit dem Kochen. Nach ihrem Umzug nach Berlin knüpfte sie Kontakt zu den Küchenchefs des Restaurants Grill Royal.
Sie eröffnete 2016 ihr eigenes Restaurant Kin Dee in Berlin-Tiergarten, das von 2019 bis 2022 mit einem Michelinstern ausgezeichnet wurde. Das Restaurant Kin Dee schloss im Juli 2024.
Im Jahr 2020 wirkte sie in der sechsten Episode der achten Staffel von The Taste als Gastjurorin mit.